# Endoparasitismo
Em ecologia, chamam-se endoparasitas ou enteroparasitos, os parasitas que vivem no interior do corpo do hospedeiro, como é o caso das tênias e nematelmintos. Invadem o corpo do hospedeiro para alimentar-se ou procriar.
Os endoparasitas aproveitam da proteção fornecida pelo hospedeiro, utilizam-se do processo digestório do hospedeiro para se alimentar, quando o mesmo não se alimenta do próprio sangue ou outros tecidos do hospedeiro, e ainda é no interior do hospedeiro que os endoparasitas se reproduzem ou desenvolvem uma fase de sua vida, de acordo com o ciclo de vida de cada espécie, como no caso dos plasmódios.
Um exemplo de endoparasita são os vírus que são endoparasitas obrigatórios, ou seja, só vivem dentro de um organismo.
É comum que um endoparasita tenha um modo de inibir o sistema imunológico de seu hospedeiro. O hospedeiro e o parasita  coevolute, às vezes nos chamados processos interações duradouras.